# Die Pantherbraut
Die Pantherbraut ist ein stummer deutscher Kriminalfilm von 1919 der Filmreihe Joe Deebs. Regie führte Leo Lasko. Der Detektiv Joe Deebs wird hier erstmals von Carl Auen dargestellt.

## Handlung
Die junge Ellen Hansen hat ihren Ehemann, den Bankdirektor Erik Hansen, bei Nacht und Nebel verlassen und bittet ihn in einem zurückgelassenen Schreiben, nicht nach ihrem Verbleib zu forschen. Hansen, der in großer Sorge ist, kümmert sich nicht um ihr Begehren und bittet stattdessen den Meisterdetektiv Joe Debbs, den Aufenthaltsort seiner Frau auszukundschaften. Als dieser ein Bild eben jener Ellen in die Hand bekommt, ist er umso erstaunter: er kennt die junge Dame unter dem Namen Ellen Duffoir, denn einst hatte er selbst eine Beziehung mit ihr. Auch ihn hatte sie damals auf ähnlich mysteriöse Weise Hals über Kopf verlassen, kurz bevor sich beide verloben wollten. Deebs folgt der Spur Ellens, die bis nach Indien führt. Tatsächlich kann er sie aufspüren und bringt Ellen dazu, sich hypnotisieren zu lassen. Dadurch erfährt er die Hintergründe ihrer Verhaltensweise.
Einst lebte Ellen mit ihrem Vater, Dr. Duffoir, in Indien und sollte von einer mysteriösen, indischen Sekte als „reine Unschuld“ einer Gottheit namens „Panther“ als dessen Braut geopfert werden. Eine Dienerin konnte damals aber ihren Vater holen, der einen Befreiungsversuch startete. Dabei wurde aber Ellen während des Handgemenges mit einem Dolch verletzt, dessen Klinge mit einem langwirkenden Gift benetzt war. Ellen bekam infolge der Verletzung Hautflecken; dieser Ausschlag ähnelt stark kleinen Pantherbildern. Dieses Krankheitsbild trat das erste Mal kurz vor Ellens Verlobung mit Deebs auf, nach drei Jahren Ehe mit Erik Hansen nunmehr zum zweiten Male. Deebs lässt Ellen in der Hypnose suggerieren, das Land auf keinen Fall zu verlassen, währenddessen Deebs von seinem indischen Detektivkollegen Douglas ein Gegengift beschaffen lässt. Tatsächlich gelingt Ellens Heilung, und Joe Deebs bringt seine Ex-Braut wohlbehalten zu ihrem jetzigen Ehemann zurück.

## Produktionsnotizen
Die Pantherbraut entstand im Ufa-Union-Atelier in Berlin-Tempelhof, war 1420 Meter, verteilt auf vier Akte, lang, erhielt bei der Zensurvorlage im Juli 1919 Jugendverbot und erlebte im September 1919 seine Uraufführung in Berlins Marmorhaus.
Die Filmbauten entwarf Kurt Richter, die technische Leitung hatte Kurt Waschneck.

## Kritik
„Von Akt zu Akt steigert sich die Handlung, bis sie durch hypnotische Einwirkung eine befriedigende Lösung findet. Schöne Ausstattung und glänzende Regiekünste bringen den interessanten Stoff voll zur Geltung, der durch einen Einschlag ins Humoristische noch gehoben wird.“